# 巴基斯坦西北部战争
巴基斯坦西北部战争，亦称瓦济里斯坦战争，是指2004年至今，发生在巴基斯坦瓦济里斯坦地区的武装冲突，涉及巴基斯坦塔利班运动、伊斯兰军、執行先知法典運動、蓋達組織等武裝组织，以及有组织的犯罪。
冲突始于2004年，源於巴基斯坦陆军在瓦济里斯坦山区（位於联邦直辖部落地区）搜索蓋達组织战士而造成的紧张局势升級為武装抵抗。巴方的行动被认为是对国际反恐战争的贡献。2008年至2010年巴基斯坦军方和与阿拉伯武装分子结盟的中亚激进组织间爆发更多冲突。外籍武装分子得到西面阿富汗战争的巴基斯坦非军人老兵加入，随后成立了巴基斯坦塔利班运动及伊斯兰军等其他好战组织。1992年成立的执行先知法典运动與巴基斯坦塔利班及伊斯兰军結盟。
2014年6月8日真纳国际机场遭受武裝分子襲擊後，巴基斯坦政府在6月15日發起「利劍行動」，加強剿滅於該國西北部活動的武裝分子。

## 傷亡及損失
巴基斯坦加入美国领导的反恐战争，给本国经济带来深刻影响。根据财政部的统计和数据搜集调查，作为“前线国家”，自2001年以来，经济遭受直接和间接损失达679.3亿美元。根据财政部发行的《2010-2011年度巴基斯坦经济调查报告》，“巴基斯坦的产值从未有过如此有毁灭性的社会和经济动荡，甚至是1971年对印度直接宣战”。
巴基斯坦軍方公佈自2014年6月至2015年12月，有3,400名武裝分子在「利劍行動」中被殺，安全部隊則有488人死、1,914人受傷。